# Buffer (eletrônica)

Em eletrônica, um amplificador de Buffer é um amplificador de ganho unitário que copia um sinal de um circuito para outro enquanto altera sua impedância elétrica. Isso permite que o amplificador tenha uma impedância de saída mais baixa para um Buffer de tensão ou uma impedância de saída mais alta para um Buffer de corrente. Isso fornece a proteção para a fonte de sinal do primeiro circuito das correntes de carga elétrica do segundo circuito e pode ser chamado de buffer ou seguidor, dependendo do contexto.  

Representação usual de um buffer de tensão feito com um amplificador operacional

## Buffer de tensão
Um circuito buffer de tensão permite a isolação de um sinal de entrada de uma carga usando um estágio com ganho de tensão unitária sem inversão de fase ou polaridade, ele funciona como um circuito ideal com impedância de entrada muito alta e de saída muito baixa. Embora o ganho de tensão seja aproximadamente unitário, acaba fornecendo um ganho de corrente considerável e portanto, ganho de potência. 
A vantagem dessa conexão é que a carga acoplada em uma saída tem pouca interferência na outra saída. Esse tipo de circuito possui como características a linearidade perfeita, independentemente das amplitudes do sinal, e a resposta de saída instantânea, independentemente da velocidade do sinal de entrada.

## Buffer de corrente
O buffer de corrente é utilizado para transformar um sinal que possui baixa impedância de saída de um circuito inicial para um sinal que possui uma alta impedância de entrada em um circuito posterior, mantendo o mesmo valor de corrente. Esse tipo de configuração evita que o segundo circuito carregue a corrente do primeiro circuito de forma incompatível e interfira na sua operação. A sua impedância de saída é infinita e a sua impedância de entrada é zero
Assim como o buffer de tensão, a linearidade perfeita, independentemente das amplitudes do sinal, e a resposta de saída instantânea, independentemente da velocidade do sinal de entrada, são outras características desse tipo de configuração.

## Exemplos de buffer de tensão

### Seguidor de Emissor (Emitter Follower)
Um seguidor de emissor é um circuito onde a saída é retirada do emissor de um transistor bipolar de junção (BJT). A configuração mais simples inclui um transistor com a base conectada ao sinal de entrada, o emissor conectado à carga e ao GND através de um resistor, e o coletor conectado à fonte de alimentação.
Ele possui uma alta impedância de entrada e baixa impedância de saída o que permite que ele não drene grande parte da corrente da fonte de sinal e forneça corrente suficiente para a carga conectada. Esse tipo de circuito opera de forma estável em uma ampla gama de frequências, tornando-o adequado para inúmeras aplicações, como Amplificadores de aúdio, circuitos de medição, Buffers para sinais de alta frequência.

### Seguidor de Fonte (Source Follower)
Semelhante ao seguidor de emissor, utiliza um transistor de efeito de campo (FET), geralmente um NMOS. Quando o sinal de entrada é aplicado ao gate do transistor FET, devido à alta impedância do gate, a corrente que flui para ele é insignificante. Isso significa que a fonte de sinal não é carregada, permitindo uma transferência eficiente do sinal. A tensão aplicada ao gate cria um campo elétrico que modula a corrente que flui do drain para o source do transistor através do canal. Essa corrente é controlada pela tensão entre o gate e o source. A tensão de saída é retirada do source. Devido às propriedades do transistor MOSFET, a tensão de saída (V out) segue a tensão de entrada (V in) menos a tensão limiar (V th) do transistor.
Ele possui como características a alta impedância de entrada, baixa impedância de saída e um baixo consumo de energia, especialmente em aplicações de baixo sinal. Pode ser utilizado em circuitos integrados, sistemas de comunicação, buffers de sinais em sistemas analógicos.

### Amplificador Operacional como buffer
Um amplificador operacional configurado como buffer, ou seguidor de tensão, é um amplificador com ganho de unidade (1). O sinal de entrada é aplicado à entrada não inversora do op-amp, ajustando a sua saída para igualar a tensão na entrada não inversora. Isso garante que a tensão de saída siga a tensão de entrada com alta precisão, sem ganho ou perda.  
A impedância deste circuito vem das impedâncias de entrada e saída do amplificador operacional, não de uma mudança de voltagem. A impedância de entrada do amplificador operacional é muito alta (1 MΩ a 10 TΩ), então ele não sobrecarrega a fonte e apenas extrai uma corrente mínima dela. Como a impedância de saída do op-amp é muito baixa, ele aciona a carga como se fosse uma fonte de voltagem perfeita.
Esse tipo de cirucuito pode ser utilizado em sistemas de controle, instrumentação, conversão de sinais, circuitos de áudio de alta fidelidade.

### Buffer de Tensão CMOS[4]
Um buffer CMOS comum é composto por um par de transistores MOSFET (NMOS e PMOS) em configuração push-pull. Essa configuração permite que o buffer forneça corrente tanto para cima quanto para baixo, dependendo do sinal de entrada. Os buffers CMOS apresentam como características a alta impedância de entrada devido à natureza dos transistores MOSFET, baixa impedância de saída, baixo consumo de energia e a capacidade de operar em frequências altas, adequados para circuitos de alta velocidade e sinal misto.
Podem ser utilizados para amplificadores de sinal, buffers de linha em circuitos digitais e analógicos.   

### Buffer de Tensão com Transistor de GaAs (Arsênio de Gálio)[5]
Os buffers de GaAs utilizam transistores de efeito de campo (MESFETs ou HEMTs) que oferecem alta velocidade e eficiência. A tensão aplicada ao gate cria um campo elétrico que controla a corrente que flui do drain para o source. No caso de um transistor de GaAs, esse controle é extremamente rápido e eficiente devido à alta mobilidade dos portadores de carga, permitindo que o transistor opere a altas frequências e com baixa perda de energia. A tensão de saída é retirada do source.
Eles são especialmente úteis em aplicações de alta frequência, como amplificadores de micro-ondas e buffers de RF, na qual a largura de banda e a resposta em frequência são críticas.

## Exemplos de buffer de corrente

### Transportador de Corrente (Current Conveyor)[6]
Os transportadores de corrente possuem três terminais (X, Y, Z) transferindo corrente de uma porta de entrada de baixa impedância para uma porta de saída de alta impedância. Ao aplicar uma corrente de entrada em X, a mesma corrente é espelhada em Z, permitindo que um resistor em Z converta a corrente em uma tensão de saída proporcional. 
Por serem capazes de operar em uma ampla faixa de frequência podem ser utilizados para aplicações de alta frequência como conversores de corrente para tensão, amplificadores de transcondutância e filtros ativos.

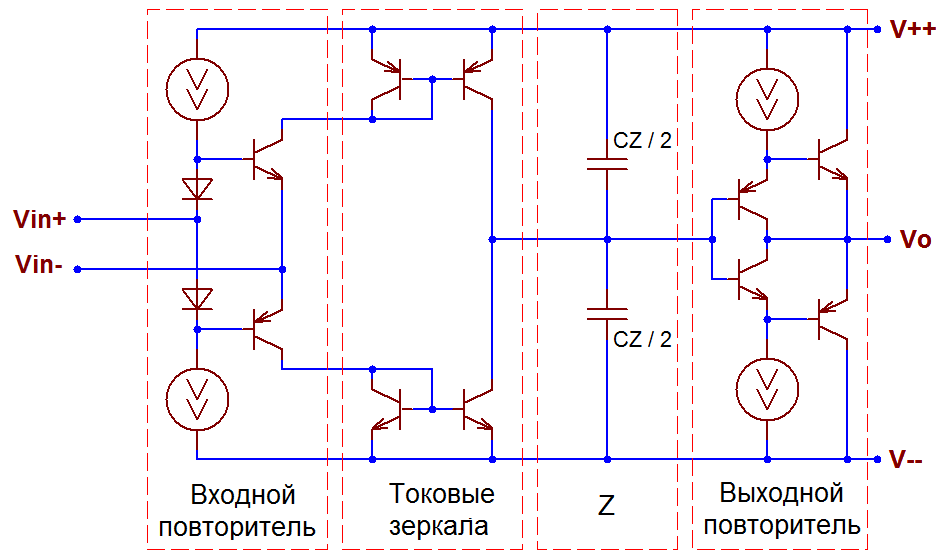
Representação de um Amplificador de Realimentação de corrente simplificado

### Amplificador de Realimentação de Corrente (Current Feedback Amplifier)[7]
Os amplificadores de realimentação de corrente utilizam a realimentação de corrente em vez da realimentação de tensão tradicional para controlar a saída. Isso permite uma resposta em frequência mais ampla e uma velocidade de resposta mais rápida. 
Possuem como características a alta largura de banda, resposta rápida e pequena distorção do sinal. São comumente utilizados em amplificadores de vídeo, amplificadores de alta velocidade, buffers de sinal.

### Espelho de Corrente (Current Mirror)[3]
Os espelhos de corrente copiam a corrente de um transistor de referência para um transistor de saída, mantendo a mesma corrente apesar das variações de carga. A estrutura básica do espelho de corrente pode ser implementada usando transistores bipolares de junção (BJTs) ou transistores de efeito de campo de óxido metálico (MOSFETs). 
No caso dos transistores bipolares de junção (BJTs), um espelho de corrente básico envolve dois transistores idênticos, Q1 e Q2. A corrente de referência (IREF) é fornecida ao coletor de Q1, configurado na região ativa. As bases de Q1 e Q2 estão conectadas, bem como seus emissores, criando uma tensão base-emissor (VBE) comum. Isso faz com que a corrente de coletor IC2 em Q2 seja igual à corrente (IC1) em Q1, espelhando a corrente de referência (IREF) como a corrente de saída (IOUT). 
Com transistores MOSFETs, o espelho de corrente básico envolve dois MOSFETs idênticos, M1 e M2. A corrente de referência (IREF) é aplicada ao dreno de M1, que está na região de saturação, estabelecendo a tensão gate-source (VGS). Os gates e fontes de M1 e M2 estão conectados, criando uma tensão (VGS) comum. Isso faz com que a corrente de dreno ID2 em M2 seja igual à corrente ID1 em M1, espelhando a corrente de referência (IREF) como a corrente de saída (IOUT).
O espelho de corrente oferece alta precisão e estabilidade na transferência de corrente, simplicidade na implementação e independência de variações na tensão de alimentação. São utilizados em fontes de corrente, amplificadores de transcondutância, circuitos analógicos.